# Snitz Edwards
Snitz Edwards, nato Edward Neumann (Budapest, 1º gennaio 1868 – Los Angeles, 1º maggio 1937), è stato un attore ungherese naturalizzato statunitense.

## Filmografia
- The Fixer (1915)
- The Politicians, regia di Bert Angeles (1915)
- Keep Moving, regia di Louis Myll - cortometraggio (1915)
- The Price She Paid, regia di Charles Giblyn (1917)
- Buonanotte, infermiera (Good Night, Nurse!), regia di Roscoe Arbuckle - cortometraggio (1918)
- The City of Masks, regia di Thomas N. Heffron (1920)
- Going Some, regia di Harry Beaumont (1920)
- Il segno di Zorro (The Mark of Zorro), regia di Fred Niblo (1920)
- The Charm School, regia di James Cruze (1921)
- The Love Special , regia di Frank Urson (1921)
- Cheated Love, regia di King Baggot (1921)
- No Woman Knows, regia di Tod Browning (1921)
- Ladies Must Live, regia di George Loane Tucker (1921)
- Red Hot Romance, regia di Victor Fleming (1922)
- The Gray Dawn, regia di aa.vv. (1922)
- Due mondi (The Primitive Lover), regia di Sidney Franklin (1922)
- Love Is an Awful Thing, regia di Victor Heerman (1922)
- Human Hearts, regia di King Baggot (1922)
- The Ghost Breaker, regia di Alfred E. Green (1922)
- Il fantasma dell'Opera (The Phantom of the Opera), regia di Rupert Julian (1925)
- April Fool, regia di Nat Ross (1926)
- Made for Love, regia di Paul Sloane (1926)